# Децибел
Децибе́л (українське позначення: дБ, міжнародне: dB) — відносна одиниця вимірювання рівня гучності, підсилення потужності сигналу або власне потужності сигналу, значення якої дорівнює одній десятій бела (вимірюється у логарифмічному масштабі).
Величина, виражена в децибелах, чисельно дорівнює десяти десятковим логарифмам відношення фізичної величини до однойменної фізичної величини, прийнятої за основу:
{\displaystyle A_{dB}=10\cdot \lg {A \over A_{0}}\qquad \left(A_{dB}=1\quad \mapsto \quad {A \over A_{0}}=10^{1/10}\approx 1.26\right)}
де:
- AdB — величина у децибелах
- A — виміряна фізична величина
- A0 — величина, прийнята за основу.

Децибел — безрозмірнісна одиниця. Міжнародне позначення одиниці «децибел» — «dB» або «дБ» (неправильно: дб, Дб).
Децибел не є одиницею в системі одиниць системи SI, хоча, за рішенням Генеральної конференції мір і ваг, допускається його застосування без обмежень спільно з одиницями SI, а Міжнародне бюро мір і ваг рекомендувало включити його до цієї системи.

## Приклади
Якщо вимірна потужність (наприклад, за допомогою ватметра) на виході пристрою рівно вдвічі вища від потужності на вході {\displaystyle ({A \over A_{0}}=2)}, то в децибелах це підсилення енергії:
{\displaystyle A_{dB}=10\lg 2=10\cdot 0,3=3\;dB}
- 10 дБ — це посилення потужності в 10 разів (10 lg(10/1) = 10)
- −10 дБ — це послаблення потужності в 10 разів (10 lg(1/10) = -10)

## Застосування
Одиниця вимірювання «децибел» широко застосовується в областях техніки, де є необхідним вимірювання величин, які змінюються в широкому діапазоні: в радіотехніці, антенній техніці, у системах передачі інформації, автоматичного регулювання та керування, в оптиці, акустиці (для вимірювання гучності звуку) та ін. У децибелах заведено вимірювати динамічний діапазон (наприклад, діапазон гучності звучання музичного інструменту), загасання хвилі при поширенні в поглинаючому середовищі, коефіцієнт підсилення і коефіцієнт шуму підсилювача.
Децибели використовуються не тільки для вимірювання відношення фізичних величин другого порядку (енергетичних, наприклад, потужність, енергія, інтенсивність, щільність потоку потужності, спектральна щільність потужності та ін.) і першого порядку (напруга, сила струму, напруженість поля, звуковий тиск, швидкість руху і щільність електричних зарядів та ін.). У децибелах можна вимірювати відношення будь-яких фізичних величин, а також використовувати перші для подання абсолютних величин (див. Опорний рівень).
Загальний коефіцієнт посилення в децибелах із послідовності приладів (таких як підсилювачі і атенюатори) можна обчислити шляхом підсумовування коефіцієнтів посилення окремих компонентів.

### Цифрова фотографія
Для сенсорів зображення, децибели, як правило, представляють співвідношення напруги або оцифрованих рівнів освітлення, використовуючи 20 log від відношення. Тому, співвідношення сигнал/шум камери або динамічний діапазон 40 дБ, означає відношення потужностей 100 до 1 (а не 10 000 до 1). Іноді визначення співвідношення 20 log застосовується для електронних лічильників або фотонних лічильників.
Хоча стандартні 10 log використовуються частіше у фізичній оптиці.
Фотографи зазвичай використовують альтернативну основу — 2 log одиницю, діафрагмове число, щоб описати інтенсивність світла або динамічний діапазон.

## Опорний рівень
Окрім вимірювання відношень двох величин, децибел також використовують і для вимірювання абсолютних значень. Для цього повинно бути однозначно визначено, яка саме фізична величина і яке саме її значення використовуються як опорний рівень. Опорний рівень вказується у вигляді доповнення, що слідує за символами «дБ» (наприклад, дБм).
На практиці поширені такі опорні рівні та спеціальні позначення для них:
- dBm, dBmW (укр. дБм) — абсолютний рівень потужності в децибелах (dB) відносно 1 мВт (тобто, опорним рівнем є потужність 1 мВт). Ця одиниця знайшла застосування у радіо, мікрохвильових і оптоволоконних мережах як зручний показник для вимірювання абсолютної потужності, бо дає змогу виражати великий діапазон потужностей у короткій формі.
- dBV (укр. дБВ) — опорна напруга 1 В на номінальному навантаженні (для побутової техніки — зазвичай 47 кОм); наприклад, стандартизований рівень сигналу для побутового аудіообладнання становить −10 дБВ, тобто 0,316 В на навантаженні 47 кОм.
- dBuV (укр. дБмкВ) — опорна напруга 1 мкВ. Наприклад, «чутливість радіоприймача, виміряна на антенному вході, становить −10 дБмкВ … номінальний опір антени — 50 Ом».
- dBu — опорна напруга 0,775 В, що відповідає потужності 1 мВт на навантаженні 600 Ом; наприклад, стандартизований рівень сигналу для професійного аудіообладнання становить 4 dBu, тобто 1,23 В.
- dBi (укр. дБі) — ізотропний децибел (децибел відносно ізотропного випромінювача). Характеризує коефіцієнт підсилення антени відносно коефіцієнта спрямованої дії ізотропного випромінювача.

## Критицизм
Різні опубліковані статті критикували одиницю децибел, як таку, недоліки якої перешкоджають його розумінню і використанню. На думку критиків, децибел створює плутанину, затемнює міркування, більше належить до епохи логарифмічних лінійок, ніж до сучасної цифрової обробки, є громіздким і важко інтерпретованим.
Неможливо представити еквівалент нульового Вата, викликаючи проблеми в конвертаціях. Хіклінг зробив висновок «Децибели є марною афектацією, яка перешкоджає розвитку контролю рівня шуму як інженерної дисципліни».
Звичайним джерелом плутанини при використанні децибел відбувається при прийнятті рішення використання 10 × log або 20 × log. У первісному визначенні, це було вимірювання потужності, а також у цьому контексті слід використовувати формулювання 10 × log, а децибел означає одну десяту. Користувач повинен ясно розуміти величину вираженої потужності або амплітуди. Корисно враховувати як виражається потужність або енергія, наприклад, поточний струм × поточний струм × опір, 1⁄2 × швидкість × швидкість × маса. Там, де енергія є квадратною функцією змінного поля (наприклад, напруги, струму або тиску), а потім 10 × log правильне вираження для квадрата, або 20 × log для самого змінного поля.
Величина в децибелах не обов'язково адитивна, будучи «неприйнятною формою для використання в вимірному аналізі».

Оскільки люди ставлять адитивні операції вище за множення, децибели незручні для висловлення суті адитивних операцій:
Якщо дві машини, що виробляють кожна окремо рівень [звукового тиску], скажімо, 90 дБ в певній точці, а потім, коли обидва працюють разом, ми повинні очікувати об'єднаний рівень звукового тиску збільшений до 93 дБ, але, звичайно, не до 180 дБ!
Припустимо, що шум від машини вимірюється (враховуючи внесок фонового шуму) і має бути 87 дБА, але коли машина вимикається, один тільки фоновий шум вимірюється як 83 дБА. … шум машини [рівень (поодинці)] може бути отримано шляхом «віднімання» 83 дБА фонового шуму від комбінованого рівня 87 дБА, тобто 84,8 дБА.
Для того, щоб знайти репрезентативне значення рівня звуку в кімнаті декілька вимірювань приймаються на різних позиціях в межах кімнати, а середнє значення розраховується. Порівняти логарифмічне і арифметичне середнє … 70 дБ і 90 дБ: логарифмічне середнє = 87 дБ, середнє арифметичне = 80 дБ.

## Таблиця відповідності підсиленню
| Децибели | Підсилення        | Підсилення             | Децибели | Підсилення        | Підсилення             |
| Децибели | Відношення напруг | Відношення потужностей | Децибели | Відношення напруг | Відношення потужностей |
| -------- | ----------------- | ---------------------- | -------- | ----------------- | ---------------------- |
| 0        | 1                 | 1                      | 6        | 2                 | 3,98                   |
| 0,1      | 1,01              | 1,02                   | 6,5      | 2,11              | 4,47                   |
| 0,2      | 1,02              | 1,05                   | 7        | 2,24              | 5,01                   |
| 0,3      | 1,04              | 1,07                   | 7,5      | 2,37              | 5,62                   |
| 0,4      | 1,05              | 1,1                    | 8        | 2,51              | 6,31                   |
| 0,5      | 1,06              | 1,12                   | 8,5      | 2,66              | 7,08                   |
| 0,6      | 1,07              | 1,15                   | 9        | 2,82              | 7 94                   |
| 0,7      | 1,08              | 1,17                   | 9,5      | 2,99              | 8,91                   |
| 0,8      | 1,1               | 1,2                    | 10       | 3,16              | 10                     |
| 0,9      | 1,11              | 1,23                   | 12       | 3,98              | 15,8                   |
| 1        | 1,12              | 1,26                   | 14       | 5,01              | 25,1                   |
| 1,1      | 1,14              | 1,29                   | 16       | 6,31              | 39,8                   |
| 1,2      | 1,15              | 1,32                   | 18       | 7,94              | 63,1                   |
| 1,3      | 1,16              | 1,35                   | 20       | 10                | 100                    |
| 1,4      | 1,17              | 1,38                   | 25       | 17,8              | 3,16·102               |
| 1,5      | 1,19              | 1,41                   | 30       | 31,6              | 103                    |
| 1,6      | 1,2               | 1,45                   | 35       | 56,2              | 3,16·103               |
| 1,7      | 1,22              | 1,48                   | 40       | 100               | 104                    |
| 1,8      | 1,2               | 1,51                   | 45       | 178               | 3,16·104               |
| 1,9      | 1,24              | 1,55                   | 50       | 316               | 105                    |
| 2        | 1,26              | 1,58                   | 55       | 562               | 3,16·105               |
| 2,2      | 1,29              | 1,66                   | 60       | 1 000             | 106                    |
| 2,4      | 1,32              | 1,74                   | 65       | 1 780             | 3,16·106               |
| 2,6      | 1,35              | 1,82                   | 70       | 3 160             | 107                    |
| 2,8      | 1,38              | 1,91                   | 75       | 5 620             | 3,16·107               |
| 3        | 1,41              | 2                      | 80       | 10 000            | 108                    |
| 3,2      | 1,45              | 2,09                   | 85       | 17 800            | 3,16·108               |
| 3,4      | 1,48              | 2,19                   | 90       | 31 600            | 109                    |
| 3,6      | 1,51              | 2,29                   | 95       | 56 200            | 3,16·109               |
| 3,8      | 1,55              | 2,4                    | 100      | 100 000           | 10                     |
| 4        | 1,58              | 2,51                   | 105      | 178 000           | 3,16·1011              |
| 4,2      | 1,62              | 2,63                   | 110      | 316 000           | 1011                   |
| 4,4      | 1,66              | 2,75                   | 115      | 562 000           | 3,16·1011              |
| 4,6      | 1,7               | 2,88                   | 120      | 1 000             | 1012                   |
| 4,8      | 1,74              | 3,02                   | 130      | 31,6·106          | 1013                   |
| 5        | 1,78              | 3,16                   | 140      | 107               | 1014                   |
| 5,5      | 1,88              | 3,55                   | 150      | 31,6·107          | 1015                   |